# Armillaria melleorubens
Armillaria melleorubens là một loài nấm trong họ Physalacriaceae. Loài này phân bố ở miền trung America.